# Arrondissement de Tiel
L'arrondissement de Tiel est une ancienne subdivision administrative française du département de l'Yssel-Supérieur créée le 1er janvier 1811 et supprimée le 11 avril 1814.

## Composition
Il comprenait les cantons de Bemmel, Elst, Geldermalsen et Tiel